# 1988 Делорес
1988 Делорес (1988 Delores) — астероїд головного поясу, відкритий 28 вересня 1952 року.
Тіссеранів параметр щодо Юпітера — 3,692.